# Kolarsjöbäckens naturreservat
Kolarsjöbäckens naturreservat är ett naturreservat i Ljusdals kommun i Gävleborgs län.
Området är naturskyddat sedan 2020 och är 121 hektar stort. Reservatet ligger nordväst om Los och består av Kolarsjön samt Kolarsjöbäcken med omgivande äldre tallar och gammal granskog.